# Przepięcie dorywcze
Przepięcie dorywcze (ang. temporary overvoltage TOV) – przepięcie wewnętrzne długotrwałe o charakterze oscylacyjnym lub tłumionym, powstałe na skutek nagłych zmian układu połączeń lub obciążeń obwodu elektrycznego. Jego częstotliwość może być mniejsza lub większa od znamionowej częstotliwości sieciowej.
Dorywcze przepięcie o częstotliwości sieciowej występuje głównie w czasie trwania zwarcia z ziemią, w publicznej sieci rozdzielczej lub w instalacji odbiorcy i zanika po usunięciu zwarcia. Przepięcie może zwykle osiągnąć wartość napięcia międzyprzewodowego ze względu na przesunięcie punktu neutralnego trójfazowego układu napięć.
W pewnych okolicznościach zwarcie wysypujące w sieci po stronie pierwotnej transformatora wytworzy w czasie, w którym przepływa prąd zwarcia, dorywcze przepięcie po stronie nn. Wartość skuteczna takiego przepięcia nie przekracza z reguły 1,5 kV.